# Federaciones Judías de América del Norte
Federaciones Judías de América del Norte (en inglés estadounidense: Jewish Federations of North America, JFNA) es una organización paraguas judía estadounidense que representa a 147 federaciones y 300 comunidades judías independientes de América del Norte. La JFNA se formó a partir de la unión entre la organización United Jewish Appeal (UJA), el Consejo de las Federaciones Judías, y la asociación United Israel Appeal.

## Actividades

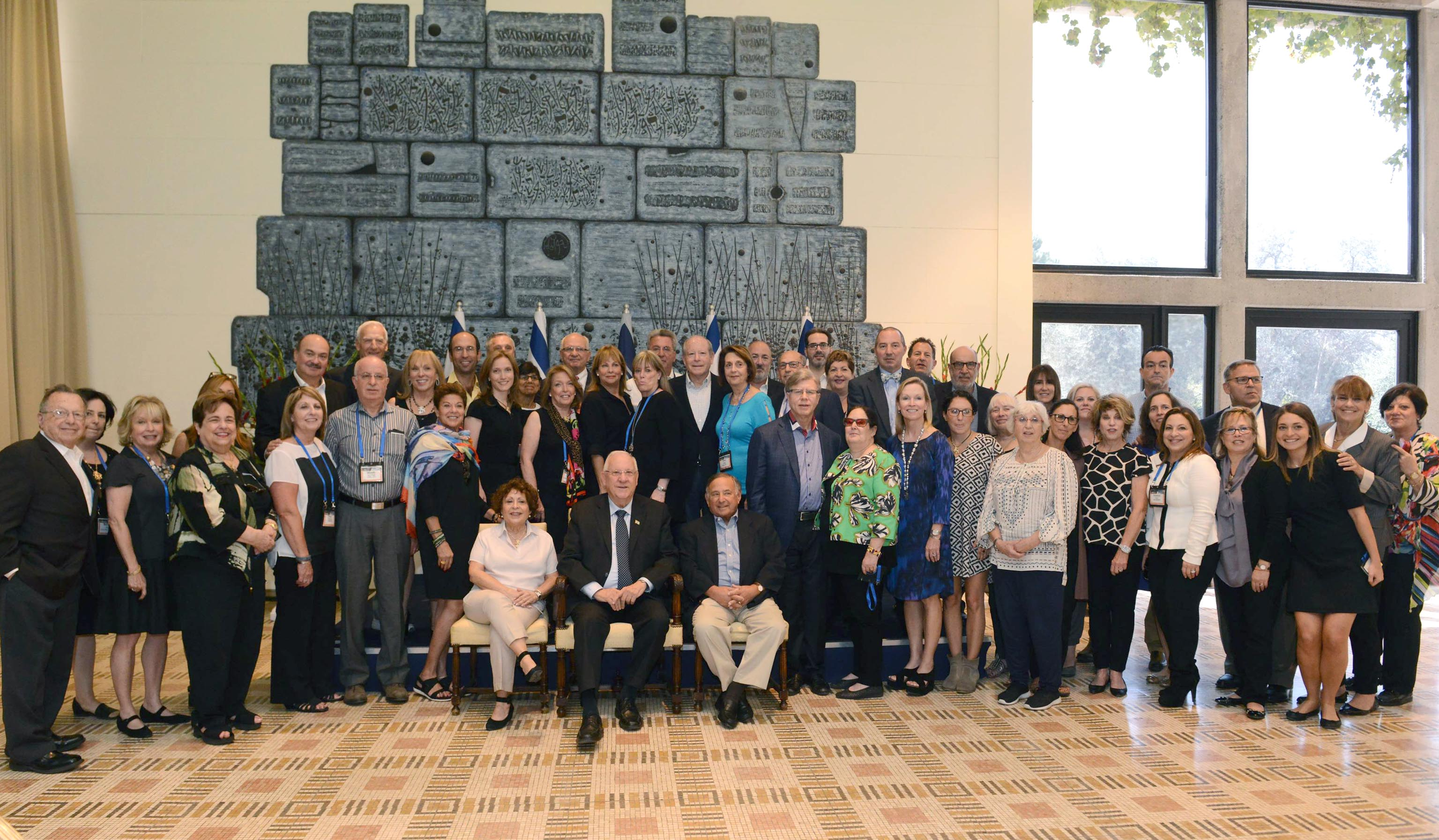
Delegación de la organización en visita a Israel.

La JFNA ofrece financiación, asistencia, organización, entrenamiento y liderazgo a las Federaciones Judías y a las comunidades, en los Estados Unidos de América y en Canadá. Las federaciones protegen y mejoran el bienestar de los judíos del Mundo mediante los valores del Tikún Olam, la Tzedaká, y la Torá.400 comunidades judías de América del Norte son miembros de la red de comunidades independientes. La JFNA organiza una asamblea general para que las federaciones se reúnan anualmente e intercambien información.

## Encuesta Nacional de Población Judía
La Encuesta Nacional de Población Judía (en inglés estadounidense: National Jewish Population Survey) (NJPS) era una encuesta que tenía lugar cada diez años, estaba organizada por la JFNA, y era un censo de la población judía en los Estados Unidos. Dicha encuesta había causado cierta controversia en algunas ocasiones.
La encuesta del año 1990 indicaba que el matrimonio interconfesional había ascendido un 52% por ciento, un hecho que había sido previsto por los demógrafos. Durante la encuesta de los años 2000 y 2001, surgieron varios problemas relacionados con la encuesta, ya que esta utilizaba un método diferente que la anterior encuesta de 1990, y por lo tanto los resultados de ambas no eran comparables. La encuesta tuvo un coste de seis millones de dólares americanos, y los datos de la misma se perdieron. La JFNA no financió el importe de la encuesta del año 2010, debido a una disminución en los ingresos. La JFNA estaba dispuesta a asociarse con otras agencias para llevar a cabo la encuesta nacional.

## Historia
La organización paraguas original de las federaciones fue el Consejo Nacional de las Federaciones Judías y el Fondo de Asistencia Social, fundado en 1932. El nombre de la organización fue cambiado en dos ocasiones, en 1935 y en 1979. En 1999, el Consejo de las Federaciones se fusionó con la asociación United Jewish Appeal, para formar las Comunidades Judías Unidas (en inglés estadounidense: United Jewish Communities) (UJC). En octubre del año 2009, la UJC fue renombrada: "Federaciones Judías de América del Norte".
Tras el lanzamiento en 2009 del nuevo logotipo de la JFNA, las diversas federaciones locales han empezado a utilizar el nuevo logotipo. Un ejemplo de ello es la Federación Judía de Washington.
Tras un par de años de despidos de personal, en febrero de 2010, el nuevo director ejecutivo Jerry Silverman despidió a tres vicepresidentes. La JNFA se negó a realizar la encuesta nacional de población judía en 2010, debido a que tenía otras prioridades.

## Israel Action Network
La activista Geri Palast trabaja actualmente como directora general de la organización Israel Action Network (IAN). La IAN fue creada por las Federaciones Judías de América del Norte, una organización judía estadounidense, para movilizar a la comunidad judía, para contrarrestar el ataque a la legitimidad de Israel como Estado. La IAN es una iniciativa estratégica de la comunidad judía norteamericana y defiende el derecho a existir de Israel como un estado judío y democrático. La IAN aboga por la seguridad nacional y por una solución basada en dos estados para dos pueblos.